# Pedro Mutindi

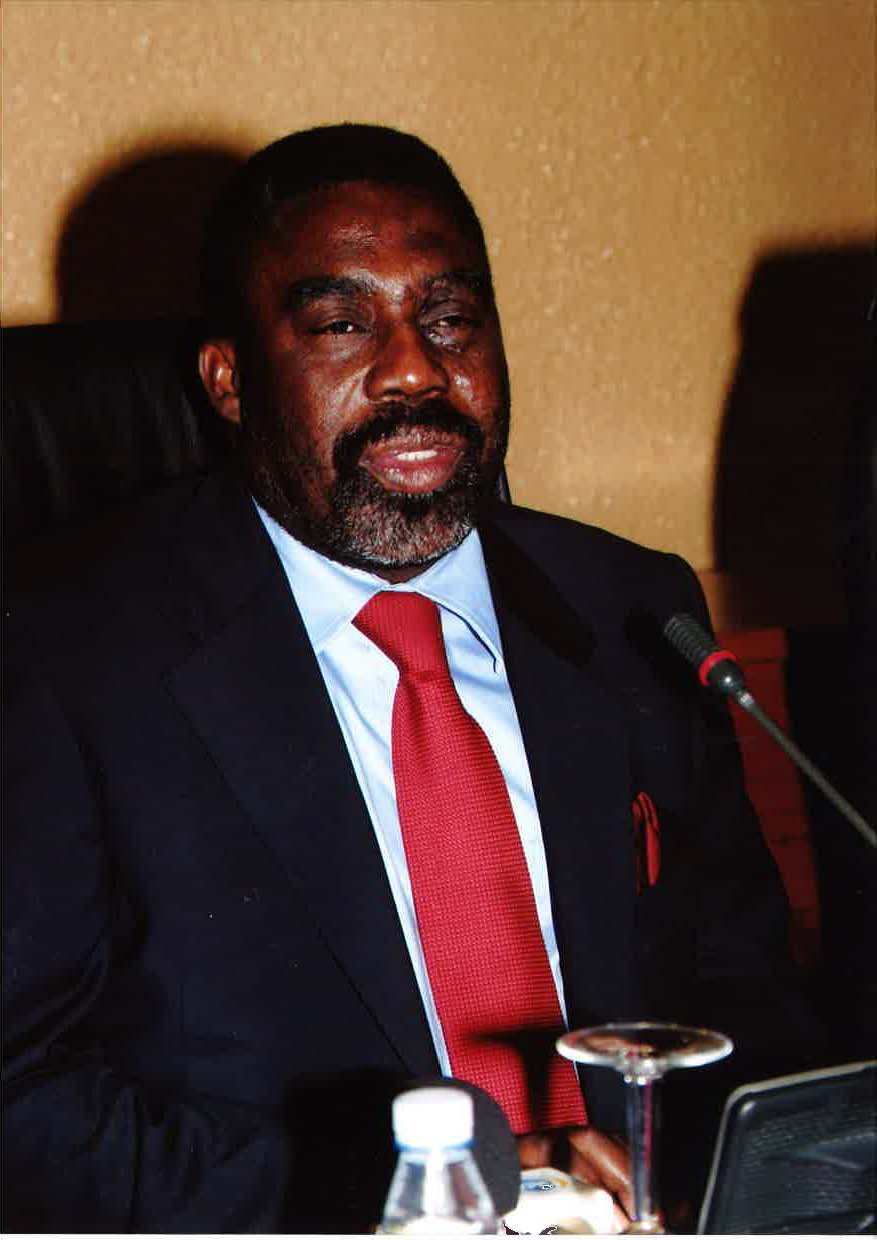
Pedro Mutindi, em 2013.

Pedro Mutindi (Ombadija, 30 de junho de 1954) é um professor, administrador e político angolano.
Pedro Mutindi nasceu no vilarejo de Mutano, município de Ombadija, na província do Cunene
Em 1974, com vinte e dois anos, iniciou a sua carreira política na célula do Movimento Popular de Libertação de Angola (MPLA) em Humbe, do qual teve conhecimento através do programa Angola Combatente. Durante dois anos viveu como refugiado em Mucope devido ao conflito com a União Nacional para a Independência Total de Angola (UNITA).
Logo em 1977 foi nomeado membro do Comité Provincial do MPLA e participou na comissão preparatória do primeiro congresso do partido. Em 1978 foi nomeado comissário municipal de Cahama e um ano depois tornou-se comissário provincial do Cunene.
Em 1980 foi eleito deputado e nomeado presidente da Assembleia Popular Provincial do Cunene. Em 1984 foi eleito deputado da Assembleia do Povo, e, um ano depois, passa a fazer parte do Comité Central do MPLA. Pedro Mutindi foi, de 1983 a 2008, quando passou para a Assembleia Nacional, governador da província do Cunene. Governou na província do Cunene por muito tempo juto com os seus patriotas inclusive o Dr João Leonardo Sinedima.
De 2008 a 2016 foi ministro da Hotelaria e Turismo do governo de José Eduardo dos Santos.
Em 2018 foi nomeado governador da província do Cuando Cubango.